# Corminus bahianus
Corminus bahianus är en skalbaggsart som beskrevs av Moser 1919. Corminus bahianus ingår i släktet Corminus och familjen Melolonthidae. Inga underarter finns listade i Catalogue of Life.